# سورن یرمیان
سورن تیگرانی یرمیان (ارمنی: Սուրեն Տիգրանի Երեմյան؛ زاده آوریل ۱۰ [سبک قدیمی: مارس ۲۸] ۱۹۰۸ – درگذشته ۱۷ دسامبر ۱۹۹۲) یک تاریخ‌نگار، نقشه‌کش اهل ارمنستان بود. زمینه فعالیت وی مطالعات ارمنی، تاریخ ارمنستان بود.

## زندگی‌نامه
وی در ۱۰ آوریل [سبک قدیمی: ۲۸ مارس] ۱۹۰۸ در تفلیس به دنیا آمد و از دانشگاه دولتی ایروان فارغ‌التحصیل گشت. یرمیان عضو فرهنگستان ملی علوم ارمنستان بود و برنده جوایزی همچون جایزه دولتی ارمنستان شوروی شد. وی در ۱۷ دسامبر ۱۹۹۲ در سن ۸۴ سالگی در ایروان درگذشت.

## آثار
- (ارمنی ) Armenia According to the Ashkharatsuyts. ایروان، ۱۹۶۳.
- (ارمنی ) Armenia in the Epoch of David the Invincible. ایروان: فرهنگستان علوم ارمنستان شوروی، ۱۹۸۰.
- (ارمنی ) History of the Armenian People. ایراون، ۱۹۷۱–۱۹۸۴.

## جوایز و افتخارات
- نشان انقلاب اکتبر
- نشان پرچم سرخ کار